# Mask-A-Raid
Mask-A-Raid es un corto de animación estadounidense de 1931, de la serie Talkartoons. Fue producido por los estudios Fleischer y distribuido por Paramount Pictures. En él aparecen Betty Boop y Bimbo.

## Argumento
Durante un baile de máscaras, Betty Boop, reina de la fiesta, es cortejada por el rey, un barbudo anciano. Bimbo, enamorado de ella, luchará por conseguir sus favores, llegando a entablar un duelo a espada con el rey por ella.

## Realización
Mask-A-Raid es la vigésima octava entrega de la serie Talkartoons (dibujos animados parlantes) y fue estrenada el 7 de noviembre de 1931.